# G戦場ヘヴンズドア
『G戦場ヘヴンズドア』（ジーせんじょうヘヴンズドア）は、日本橋ヨヲコによる日本の漫画作品。『月刊IKKI』（小学館）にて2000年11月から2003年8月まで連載された。全18話。単行本は全3巻（1巻のみ大判コミックも存在する。内容は同じ）。現代日本の高校生を描いた青年漫画。商業漫画の世界を戦場に喩え、そこでともに戦う戦友の関係をテーマとして、漫画家の父を持つ青年と、編集者の父を持つ青年の葛藤、成長を中心に描く。
NHK-FMのラジオ番組『青春アドベンチャー』にて、2005年3月にラジオドラマ化された。
タイトルの「G」は、漫画の画材としてよく使われるGペンから。「戦場」は「線上」と掛詞になっている。「漫画の世界という戦場でGペンの線を走らせる中で、数少ない人間だけがその向こう側にたどり着ける境地＝『ヘヴンズドア』」という意味である。

## 登場人物

### 主要人物
堺田町蔵（さかいだ まちぞう）
本作の主人公の一人。小説家志望の高校生。人気漫画家である坂井大蔵の実子。
母親が出て行ったときに、漫画を描くことを優先して母を止めなかった父を恨んでいる。そのことが遠因となって、父親の作品を素直に読むことができないでいる。また、父親の漫画が売れているのは商業主義の主張のない漫画を描いているからだと考えており、坂井大蔵の漫画を誉める者を軽蔑する。
父親を憎むあまり、坂井大蔵の作品を褒めた鉄男とトラブルを起こして、それをきっかけに鉄男と合作漫画を作ることになる。
作者の次回作『少女ファイト』にも町蔵は間接的に登場する。町田都等の例（下記）のように、日本橋作品ではよく見られる傾向である。
名前の由来は町田康のミュージシャン時代の芸名「町田町蔵」から。
身長184cm 体重73kg　血液型O型。
長谷川鉄男（はせがわ てつお）
本作の主人公の一人。天才的な漫画の才能を持つ。敏腕編集者である阿久田鉄人の実子。
幼少の頃、離婚して出て行った父親に見せようと描いた漫画を母親に否定される。そのときにすべてのモチベーションを失い、以来漫画を書くことをやめていた。
友人に勧められて読んだ坂井大蔵の漫画によって、創作意欲が少し戻ったところに、少年ファイト新人漫画大賞の募集要項をみる。その賞金を見て、母親の治療費に充てようと本格的に漫画を描くことを決意するが、あくまで目的が治療費であることから「漫画を描きたい」と言う強いモチベーションに繋がらず迷っていた。その時にちょうど、町蔵との間に坂井大蔵の漫画を原因としたトラブルが起き、彼の小説を目にする機会を得る。その町蔵の作品に、かつての自分と同じ匂いを感じ、彼に原作を依頼して合作漫画を作成することになる。
「描きたいものがない」のに、カネのために漫画を描くという矛盾を抱えており、それを空虚だと感じている。
かつて漫画をやめることを決意したときには泣きながら川に原稿を流そうとし、その際坂井大蔵と会っている。しかしその人物が坂井大蔵だとは気付いていない。
名前の由来は塚本晋也作の映画『鉄男』から。
身長154cm 体重45kg　血液型A型。
菅原久美子（すがわら くみこ）
鉄男の幼なじみ。土地の名士である菅原家の娘。
鉄男に心底惚れており、鉄男を傷つけるものは誰であれ容赦しない。一例として、小学校の時に鉄男が描いた漫画を破り捨てた担任教師に「いもけんくん」で襲いかかって大けがをさせたことがある（その後そのいもけんくんを食べて証拠隠滅した）。
「鉄男を守る」と言う行動で鉄男の存在に甘え、自分の抱える寂しさを癒していた部分がある。また、好きだったバレーボールを手首の怪我であきらめざるを得なくなり、絶望して手首を切ったときも、態度を変えることなく迎えてくれた鉄男に精神的に救われている。
しかし、鉄男と町蔵の関係が変化して行くにつれ、鉄男に自分が求められていないと感じ、抱えていた寂しさを癒せなくなっていく。
また、ストレスが頂点に達すると奇行に走るという性質がある。
後に悦夫と共に劇団「松屋文庫」を立ち上げる。芸名は組子。
身長168cm 体重51kg　B86W61H87　血液型B型。
梨井裕美子（なしい ゆみこ）
坂井大蔵の秘書で、元アシスタント。阿久田と坂井を大変慕っている。町蔵と肉体関係を持つ。
町蔵は裕美子を大蔵の愛人だと考えているが、実はそのような関係はない。その誤解を利用して、町蔵と父親と比較したり、創作者としてのプライドを傷つけることで町蔵を試す。
身長164cm 体重48kg　B84W58H86　血液型AB型。
坂井大蔵（さかい だいぞう）
人気漫画家で、堺田町蔵の実父。本名・堺田大蔵。数々のヒット作をもつ。子供の頃の鉄男が、自作の漫画原稿を川に流そうとしているところに出くわしたことがあり、彼の漫画に衝撃を覚える。筆を折ろうか悩んでいる時期だったが、鉄男に対するメッセージを発表するというモチベーションで漫画を続けることを選択した。ヒット作「俺達の挽歌」は、鉄男に対するメッセージを込めた作品の一つである。
身長181cm 体重75kg　血液型O型。
阿久田鉄人（あくた てつひと）
高学館の敏腕編集者。『少年ファイト』の編集長を務める。長谷川鉄男の実父。以前漫画家をしていたが、その才ゆえに体と精神を壊し、利き手の手首を切ってリタイアせざるを得なくなる。子供の頃の町蔵にあっており、「かすみ草が好きだ」という町蔵に漫画家になることを勧める。編集部内の政治闘争に負け、一時期『少年ファイト』の編集部を去っていた。復帰にあたり、坂井大蔵の人気作「俺達の挽歌」の打ち切りを決定し、再び坂井大蔵と組んで新連載を開始する。
身長170cm 体重58kg　血液型A型。

### 主要人物の家族たち
長谷川のおじいちゃん（はせがわのおじいちゃん）
鉄男の母方の祖父。鉄男の母・枝美子が入院中のため、現在は鉄男と二人暮らし。長谷川商店という駄菓子屋を経営している。
長谷川枝美子（はせがわ えみこ）
鉄男の母親。重病を患い、菅原の経営する病院に入院している。阿久田とは鉄男が小学生の頃に離婚した。
阿久田や菅原とは高校時代からの付き合い。鉄男が漫画と関わりを持つことに対し、極度の嫌悪感を抱いている。
菅原（すがわら）
久美子の父親で、菅原総合病院の院長。阿久田とは高校時代からの友人。ちなみに菅原家は町の名士である。ヴァイオリンの演奏が得意。
鉄男を久美子と結婚させ、菅原総合病院を継がせたいと考えている。『少女ファイト』にも登場する。
堺田澄子（さかいだ すみこ）
町蔵の母親。豪放磊落な性格。町蔵及び大蔵とは別居中。作中、正式に大蔵との離婚が決まる。
菅原ヒミコ（すがわら ひみこ）
久美子の母親。海外でファッションデザイナーの仕事をしており、日本にはあまり帰ってこない。
長谷川留弥子（はせがわ るみこ）
鉄男と久美子の娘。町蔵に惚れている。日本橋ヨヲコの次回作『少女ファイト』ではメインキャラとして登場する。

### 漫画家とその関係者たち
猪熊宗一郎（いのくま そういちろう）
第35回少年ファイト新人漫画大賞の受賞者の一人。準大賞を受賞する。漫画が好きでしょうが無いが、ストーリーテラーとしての才がないことを自覚している。そのこともあって、漫画の才能を持つ人間を守るためにプロアシとして生きることを選択する。町蔵に漫画の描き方を教える。後に、同期の受賞者である岸辺シロノと結婚し、「猪一番」というアシスタントプロダクションを立ち上げる。
町田都（まちだ みやこ）
『少年ファイト』で連載を持つ漫画家の一人。阿久田を尊敬している。町蔵は猪熊の紹介で彼女のアシスタントを務めることになる。
日本橋ヨヲコの他作「プラスチック解体高校」の登場人物の一人。仕事場は学校（主に教室や保健室など）を意識した作りになっている。
石波修高（いしなみ しゅうこう）
かつて『少年ファイト』で連載を持っていた素性の知られていない漫画家。一時期坂井大蔵をも超える人気を誇り、2人が同時に活躍していた時期は『少年ファイト』の黄金時代であったが、人気絶頂期に突如失踪する。町田都を唯一の友人だと言っていた。
作品終盤で正体が明らかになる。
山田（やまだ）
坂井大蔵の担当編集者。後に町蔵も担当することになる。裕美子に好意を抱いている。
井川春樹（いがわ はるき）
第35回少年ファイト新人漫画大賞の受賞者の一人。漫画家の滝沢の元でアシスタントをしている。
岸辺シロノ（きしべ しろの）
第35回少年ファイト新人漫画大賞の受賞者の一人。大学の時に産んだ娘がいる（相手とはその後別れた）。後に猪熊と結婚、少女漫画家となる。
小手崎ユウ（こてさき ゆう）
第35回少年ファイト新人漫画大賞の受賞者の一人。実家はお金持ち。秋葉系の絵が好み。後にファイトと違う会社で、担当となった稲葉と衝突しながらも漫画を描いている。
定尾和幸（さだお かずゆき）
第35回少年ファイト新人漫画大賞の受賞者の一人。工事現場で働く傍ら漫画を描いている。数年後は、ヤングファイトに勤める鉄男と共に青年漫画誌で漫画を書いている。
千葉リナ（ちば りな）
第35回少年ファイト新人漫画大賞の受賞者の一人。売れっ子のデザイナーという一面も持つ。
稲葉誠（いなば まこと）
第35回少年ファイト新人漫画大賞の受賞者の一人。膨大な数の漫画を所有している（すべて初版）。坂井大蔵を尊敬しており、画風の細かな変化にも気が付いていた。その影響か、石波修高の正体に気が付いていた節がある。やたらと人のプライドを刺激する憎まれ口を叩く。
彼もまた鉄男と同じく、後年は編集者となり（鉄男と勤めている会社は違う）、二人三脚で漫画を創作している。
坂出（さかいで）
鉄男の担当編集者。町田達とは高校時代のクラスメイトだった。日本橋ヨヲコの他作『プラスチック解体高校』の登場人物の一人。
伊岡起七（いおか きしち）
少年ファイトの連載漫画家。自分の世界に酔いしれるナルシスト。担当は坂出。
滝沢（たきざわ）
漫画家。井川をアシスタントとして雇っている。また、猪熊は彼の初代アシスタントだった。口調は荒々しいが人情家。

### 学友とその関係者たち・その他の人物
市原悦夫（いちはら えつお）
町蔵と鉄男のクラスメイト。高校在籍時の学園祭で久美子を主役とした大阪弁の「ロミオとジュリエット」の脚本を書く。そのことをきっかけとして後に脚本家となり、久美子とともに劇団「松屋文庫」を立ち上げる。
身長162cm 体重89　血液型O型。
大地康子（だいち やすこ）
町蔵と鉄男のクラスメイト。単行本のおまけ漫画の中では、町蔵に気がある様子を見せる。後に金治と結婚する。
身長158cm 体重43kg　B80W56H83　血液型B型。
菅井金治（すがい きんじ）
町蔵と鉄男のクラスメイト。後に康子と結婚する。
身長176cm　体重53kg　血液型A型。
蔵田三成（くらた みつなり）
町蔵や鉄男のクラスの担任教師。生徒からは「みっちゃん先生」と呼ばれているが、本人はその呼び方を気に入っていないようである。
日本橋ヨヲコの他作『プラスチック解体高校』の主人公。
古屋直視（ふるや なおみ）
町蔵や鉄男の通う高校の教師。町田・蔵田とは高校時代からの親友。日本橋ヨヲコの他作『プラスチック解体高校』の登場人物の一人。
御手洗ミカ（みたらい みか）
千葉の上司。旧姓・五反田。日本橋ヨヲコの他作『バングスタイルアゴーゴー』の登場人物の一人。
コージ（こーじ）
町蔵と久美子が動物園で出会った迷子の子供。歌が上手い。
大須賀研二（おおすが けんじ）
コージの父親。日本橋ヨヲコの他作『ストライクシンデレラアウト』の主人公。
硝子（しょうこ）
コージの母親。旧姓・織田。日本橋ヨヲコの他作『ストライクシンデレラアウト』の登場人物の一人。
志賀直樹（しが なおき）
波仁場商事社長のベンツの運転手。日本橋ヨヲコの他作『ギアボイス』の登場人物の一人。

## ラジオドラマ
2005年にNHK-FM放送のオーディオドラマ番組「青春アドベンチャー」枠にてラジオドラマ化され、全10回が3月28日から4月8日の日程で放送された。

### スタッフ
- 脚本:吉村奈央子
- 演出:城宝秀則

### 出演
- 堺田町蔵:内野謙太
- 菅原久美子:黒川芽以
- 長谷川鉄男:大地泰仁
- 坂井大蔵:要冷蔵
- 阿久田鉄人:関秀人
- 梨井裕美子:押谷かおり
- 猪熊宗一郎:安富史郎
- 町田都:森田亜紀
- 山田:久保田浩
- 稲葉誠:鹿瀬ハジメ
- 岸部シロノ:千田訓子
- 井川春樹:川原田樹
- 市原悦男:佐伯真志
- 菅井金治:武田克己
- 坂出:上瀧昇一郎
- 花屋店主:牛丸裕司
- 受付嬢:中矢由紀
- 少年町蔵:上村響
- 少年鉄男:光平崇弘
- 迷子の少年:森永悠希

## 書籍情報
1. 2003年5月発売[2] ISBN 409188301X
2. 2003年5月発売[3] ISBN	4091883028
3. 2003年11月発売[4] ISBN 4091883036

完全版
1. 2016年8月発売[5] ISBN 978-4-09-187809-0
2. 2016年9月発売[6] ISBN 978-4-09187820-5
3. 2016年10月発売[7] ISBN 978-4-09187843-4

大判コミック
1. 2002年1月発売[8] ISBN	4091882110